# Cydistomyia laeta
Cydistomyia laeta är en tvåvingeart som först beskrevs av Meijere 1906.  Cydistomyia laeta ingår i släktet Cydistomyia och familjen bromsar. Inga underarter finns listade i Catalogue of Life.